# Oribotritia pulla
Oribotritia pulla är en kvalsterart som beskrevs av Wojciech Niedbała 1998. Oribotritia pulla ingår i släktet Oribotritia och familjen Oribotritiidae. Inga underarter finns listade i Catalogue of Life.